# Stereocaulon vesuvianum
Lo Stereocaulon vesuvianum Pers. o Lichene del Vesuvio è un lichene endemico del complesso vulcanico del Somma-Vesuvio, in Campania.